# Catha Jacobs
Pour les articles homonymes, voir Jacobs.
Pas d'image ? Cliquez ici

a Compétitions nationales et continentales officielles uniquement.

b Matchs officiels uniquement.
Dernière mise à jour le 19 juin 2025.
Catha Jacobs, née le 2 juin 1998, est une joueuse internationale sud-africaine de rugby à XV et internationale de rugby à sept évoluant aux postes de deuxième ligne, troisième ligne aile et troisième ligne centre à XV.

## Biographie
Catharina Jacobs naît le 2 juin 1998. Elle s'essaie au rugby avec les garçons à l'école primaire mais le directeur lui explique que ce n'est pas autorisé par les règlements. Elle ne touche plus un ballon de rugby pendant des années. Elle pratique ensuite l'aviron jusqu'au niveau professionnel.
C'est à l'université de Johannesbourg qu'elle renoue avec le rugby à sept. Elle est rapidement détectée mais la pandémie de Covid-19 vient tout arrêter. Quand les activités sportives reprennent, elle décide d'essayer le rugby à XV.
Elle obtient sa première cape avec l'équipe d'Afrique du Sud contre le Kenya puis à l'automne 2021 elle part en tournée en Europe avec les Boks. Avant le départ, elle reçoit un email des Saracens qui lui proposent tout simplement de les rejoindre au terme de la tournée. Elle intègre l'équipe londonienne au mois de janvier 2022, et participe à la campagne victorieuse en Premiership. Elle reconnait toutefois avoir eu beaucoup de mal à s'adapter à cette nouvelle vie loin de chez elle.
Elle a sept sélections en équipe d'Afrique du Sud quand elle est retenue en septembre 2022 pour disputer la Coupe du monde en Nouvelle-Zélande.
En juin 2023, elle est prêtée aux Bulls (en) afin de disputer la Women's Premier Division (en).
À partir de la saison 2023-2024, souhaitant augmenter son temps de jeu, elle décide de rejoindre les Leicester Tigers. Puis, elle est sélectionnée pour disputer la première édition du WXV 2.
En 2024-2025, elle est à nouveau appelée en équipe nationale pour le WXV 2. Blessée à la clavicule, elle ne joue que quatre matchs avec les Leicester Tigers.[réf. nécessaire]

## Palmarès
- Vainqueur du Championnat d'Angleterre en 2022.